# Witold Kwieciński
Witold Kwieciński (ur. 7 kwietnia 1985, zm. 31 maja 2018 w Żerominie) – polski zawodnik karate tradycyjnego – wielokrotny Mistrz Polski, Mistrz Europy, medalista Mistrzostw Świata, Magister Sztuki, człowiek wielu działań i przedsięwzięć.

## Życiorys
Urodzony w Łodzi 7 kwietnia 1985.
Ukończył Szkołę Filmową w Łodzi na wydziale fotografii.
Był utytułowanym zawodnikiem karate tradycyjnego wielokrotnie zdobywającym tytuły mistrza Polski, a także z sukcesami reprezentował Polskę na zawodach rangi międzynarodowej w ramach reprezentacji kraju. Był między innymi złotym medalistą
XXXII Mistrzostwa Europy WTKF w Karate Tradycyjnym z 2015 oraz wicemistrzem świata w kata indywidualnym Mistrzostw Świata w Karate Tradycyjnym Kraków ORLEN 2016. W 2017 roku na XXXIII Mistrzostwach Europy w Karate Tradycyjnym wywalczył złoty medal w kata indywidualnym oraz złoty medal na I Międzynarodowym Turnieju Karate Tradycyjnego „Ewolucja Kumite” – Irkuck. W maju 2018 zdobył I miejsce w kata indywidualnym i I miejsce w kumite drużynowym podczas I Międzynarodowego Ararat Cup w Armenii.
W życiu skupiał się na rozwoju karate tradycyjnego w Polsce i na świecie wraz ze swoim ojcem - Włodzimierzem Kwiecińskim.
Miłośnik wielu sportów. Oprócz karate tradycyjnego pasjonował się wspinaczką górską, kolarstwem, rajdami samochodowymi oraz sportami lotniczymi. Ukończył kurs latania wiatrakowcem oraz paralotnią i motoparalotnią.
Był zaręczony z Moniką Redzynia. 
Zginął 31 maja 2018 roku w wyniku wypadku motoparalotni w Żerominie koło Tuszyna. Został pochowany na Starym Cmentarzu (część ewangelicka) w Łodzi.